# С-3К
С-3К («С» — от слова «снаряд», также обозначалась КАРС-160, то есть кумулятивный авиационный реактивный снаряд) — советская неуправляемая авиационная ракета, предназначенная для уничтожения бронетехники противника. Боевая часть ракета имела комбинированное (кумулятивное и осколочно-фугасное) поражающее действие для борьбы с бронетехникой, сооружениями и живой силой.
Данные ракеты создавались для оснащения Су-7Б и использовались только на нём и его модификациях Су-7БМ, Су-7БКЛ и «спарке» Су-7У. Эксплуатация С-3К на "наследнике" Су-7, самолёте с изменяемой геометрией крыла Су-17 была непродолжительной, ограничившись 255 ранними машинами и несколькими десятками Су-17М первых партий (в том числе экспортных Су-20). Пуск ракет производится из подвешиваемых на носителе блоков типа АПУ-14У на 7 снарядов. На вооружении ВВС СССР находились в 1950—1960-х годах.

## Тактико-технические характеристики
- Калибр: 160 мм
- Длина ракеты: 1500 мм
- Диаметр БЧ: 134 мм
- Размах оперения: 240 мм
- Полная масса: 23,5 кг
- Масса БЧ: 7,3 кг
- Взрыватель: контактный ЭВУ-84
- Точность (КВО): 0,35 % от дальности (на 2 км попадание в круг радиусом 7 м)